# Mico marcai
Lo uistitì di Marca (Mico marcai Alperin, 1993) è un primate platirrino della famiglia dei Callitricidi.
Vive in un'area molto circoscritta dell'Amazzonia, nel sud-est dello stato di Amazonas.
Misura circa 50 cm, di cui più della metà spettano alla lunga coda, per un peso di 350-400 g. Vive in gruppetti familiari guidati da una femmina dominante, che è anche l'unica a potersi accoppiare: ciascun gruppo delimita un territorio che tuttavia non difende attivamente, anzi spesso i territori dei vari gruppi si sovrappongono in buona parte.

Si nutre di frutta, insetti, linfa e gommoresina, che ricava incidendo la corteccia degli alberi con gli incisivi e poi leccando gli essudati: si nutrono sempre dallo stesso buco nella corteccia, piuttosto che scavare nuovi buchi ogni volta. Vari gruppi possono alimentarsi da un unico buco nel corso della giornata, se quest'ultimo si trova in zone dove vari territori si sovrappongono. A differenza di altre specie di uistitì, questi animali tendono a nutrirsi di linfa solo qualora abbiano difficoltà a trovare quantità sufficienti di altro cibo.